# No Guns Life
No Guns Life (ノー・ガンズ・ライフ) ist eine Manga-Serie von Tasuku Karasuma, die von 2014 bis 2021 in Japan erschienen ist. 2019 erschien eine Anime-Adaption von Studio Madhouse.

## Handlung
In naher Zukunft sind viele Menschen zu Cyborgs geworden, die als „Extender“ bezeichnet werden. Nachdem jedoch ein großer Krieg zu Ende gegangen ist, beginnen viele Extender, die zuvor als Soldaten gedient haben, ihren Lebensunterhalt in der Kriminalität zu verdienen. Juzo Inui ist ein „Resolver“, ein Söldner („Extended Mercenary“), der sich darauf spezialisiert hat, Probleme zu lösen, die durch andere Extender verursacht werden. Juzos Leben wird jedoch auf den Kopf gestellt, als ein abtrünniger Extender in sein Büro einbricht und ihn anfleht, einen kleinen Jungen namens Tetsurō Arahabaki zu beschützen.

## Veröffentlichung
Der Manga erschien von September 2014 bis September 2021 im Magazin Ultra Jump bei Shūeisha. Der Verlag brachte die Kapitel auch gesammelt in dreizehn Bänden heraus. Eine deutsche Übersetzung erschien von September 2016 bis März 2025 bei Tokyopop mit allen 13 Bänden. In Nordamerika wird der Manga von Viz Media herausgebracht und in Italien von Edizioni Star Comics.

## Anime-Fernsehserie
Eine Adaption als Anime entstand beim Studio Madhouse unter der Regie von Naoyuki Ito und das Charakterdesign entwarf Masanori Shino. Das Drehbuch schrieb Yukie Sugawara. Für den Ton war Fumiyuki Go verantwortlich.
Die 26 je 24 Minuten langen Folgen wurden vom 10. Oktober 2019 bis 24. September 2020 von TBS, AT-X, SUN, KBS Kyoto, BS11 in Japan ausgestrahlt. Eine deutsche Synchronfassung wurde von Kazé auf Kaufmedien und über den Streamingdienst Anime on Demand veröffentlicht. Funimation lizenzierte die Serie in Amerika und brachte sie auf Englisch und Portugiesisch heraus. Außerdem erschienen französisch, italienisch und chinesisch untertitelte Fassungen.

### Synchronisation
Die deutsche Synchronfassung entstand bei TNT Media GmbH unter der Regie und nach einem Dialogbuch von Martin Irnich.
| Rolle                | japanischer Sprecher (Seiyū) | deutsche Sprecher |
| -------------------- | ---------------------------- | ----------------- |
| Juzo Inui            | Junichi Suwabe               | Stefan Bräuler    |
| Tetsurō Arahabaki    | Daiki Yamashita              | Amadeus Strobl    |
| Mary Steinberg       | Manami Numakura              | Sarah Alles       |
| Olivier van de Berme | Yōko Hikasa                  | Jenny Löffler     |
| Kronen von Wolf      | Yuya Uchida                  | Roman Wolko       |
| Avi Kobo             | Masayuki Kato                | Jaron Löwenberg   |
| Pepper               | Inori Minase                 | Lea Kalbhenn      |
| Seven                | Yuko Sanpei                  | Cedric Eich       |
| Andy Wachowski       | Itohiro                      | Ronald Nitschke   |

### Musik
Die Musik der Serie komponierte Kenji Kawai. Das Vorspannlied ist Motor City von Kenichi Asai. Der Abspann ist unterlegt mit Game Over, gesungen von Dats!!. In der zweiten Staffel wurde der Vorspannlied Chaos Drifters von sawanoHiroyuki[nZk]:Jean-Ken Johnny und der Abspann ist new wold, gesungen von This is Japan.